# Tour de Château-Roussillon
La Tour de Château-Roussillon est une tour médiévale située à Perpignan, dans le département des Pyrénées-Orientales.

## Localisation
La tour est située à Château-Roussillon, aujourd'hui un quartier de Perpignan et jadis le site de la cité antique de Ruscino. À quelques mètres de la tour se trouve l'église Sainte-Marie-et-Saint-Pierre de Château-Roussillon.

## Histoire
Sans doute construite vers le XIIIe siècle, la tour est le seul vestige du château médiéval.
À la suite de la conquête de la région par Charlemagne, Ruscino devient le nouveau chef-lieu politique du comté du Roussillon. Le château comtal est cité depuis le Xe siècle, mentionné comme étant bâti sur les restes de la ville antique, et reste occupé jusqu’au XIIIe siècle. La chapelle ainsi que la tour sont les seuls vestiges de cette époque que l’on retrouve encore aujourd’hui.[réf. nécessaire]
À partir du XIIe siècle la ville perd de son importance. Vers la fin du XIIIe siècle le village passe sous possession des Castelnou. En 1299, le seigneurie de Château-Roussillon va se voir être offerte par le roi Jacques 1er à Arnaud de Castelnou.
En 1378, Pierre de Parapertusa prend le titre de seigneur de Castell-Rossello, ce dernier étant issu de la lignée des comtes de Fonollet.
Par ailleurs le fait que durant le XIVe siècle  les vicomtes de Fenouillet vont régner sur cette vicomté, laisse entendre aux historiens que le Château-Roussillon a servi à cette famille de lieu de résidence principal.
Le 2 juin 1415, un ermitage est érigé par le fils de Pierre de Parapertusa, Pierre Albert de Perpetusa afin de faire de ce lieu une place de recueillement spirituel avec Dieu.
C’est en effet en 1577 que cet ermitage apparaitra pour la première sous l’appellation de Sainte-Ruffine puis changera de nom par la suite et ainsi en  1688 elle se renommera l’Hermita de Santa Rafina. Cette dernière subira à la révolution une interdiction et ne connaitra plus d’ermites à partir de cette époque.
Depuis 1982, la chapelle devient une annexe de l’église Saint-Jacques de Perpignan. La chapelle est restaurée en 1988.
Érigée en hauteur et surplombant la Têt, le tour médiévale de Château-Roussillon est considérée comme étant l’une des mieux conservées du Languedoc-Roussillon. Culminant à près de vingt mètres de hauteur, elle permettait autrefois la communication  à des tours plus éloignées comme celle de La Massane ou la tour de Madeloc se trouvant à Port-Vendres. En effet en allumant un feu en hauteur de la tour, les effluves de fumée permettait la diffusion de messages entre les différentes tours de la région.
La datation de la tour est réalisée de  par son architecture très particulière, en effet cette dernière est  recouverte exclusivement de galets maçonnés. Les historiens pensent qu’elle faisait parie d’un ensemble fortifié datant du XIIIe siècle. La tour est le seul vestige du château médiéval.
En 1856 la tour se voit offerte à la ville de Perpignan.
La tour de Château-Roussillon dans sa totalité est inscrite monument historique le 9 mai 2012.
La tour fait partie des 14 tours illuminées pour le passage de la flamme olympique des Jeux olympiques de 2024.

## Architecture

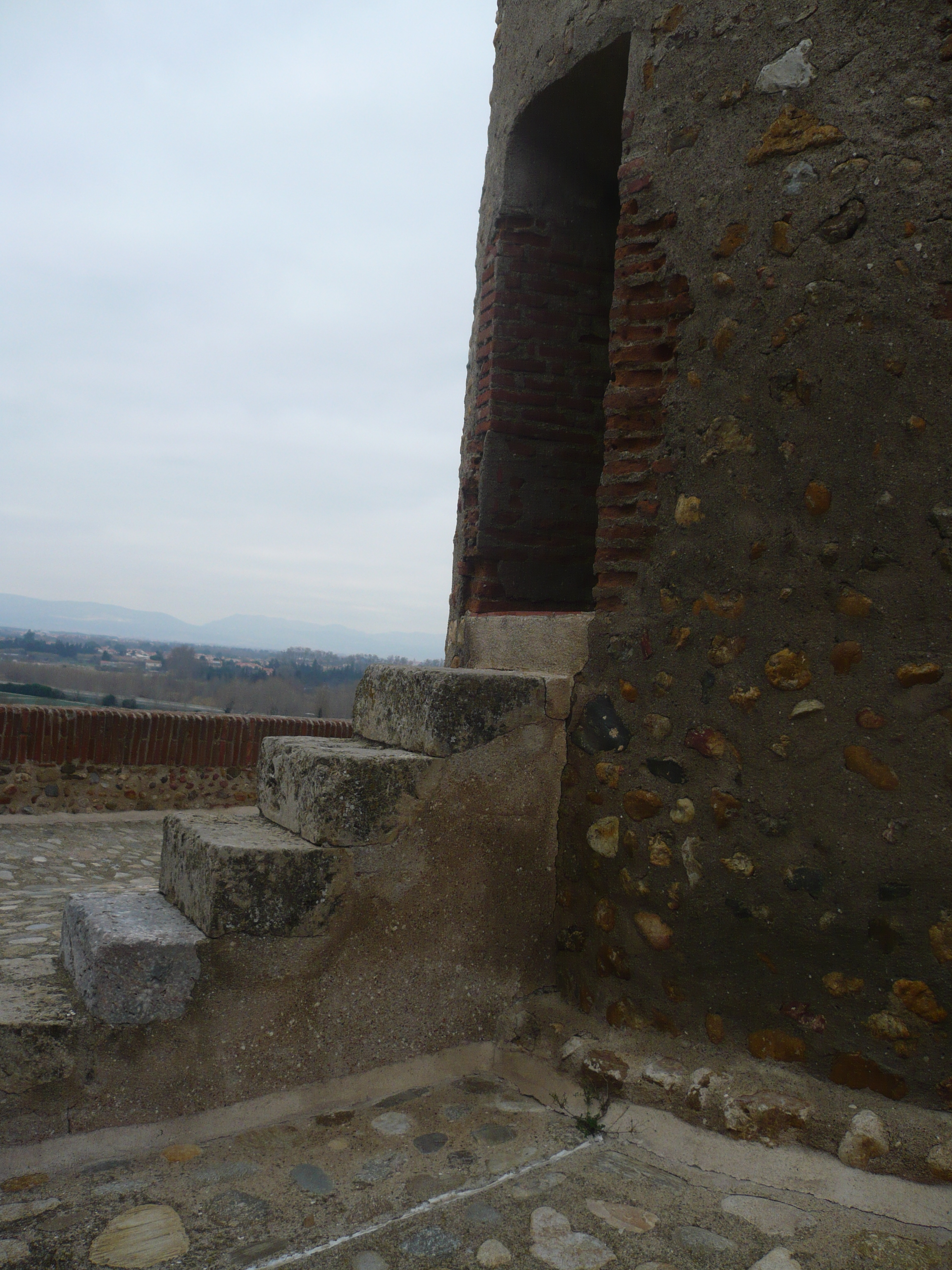
Entrée de la tour

La tour est construite en galets de rivière et atteint une hauteur de près de vingt mètres. La porte d'origine était placée sur le côté nord du premier étage. On y pénètre désormais par une porte étroite située sur le côté sud. Un escalier en chêne permet d'accéder jusqu'au sommet, où se trouve une plateforme surmontée d'un arc en briques.

## Légende
Une légende est associée à la tour de Château-Roussillon avec pour personnage principal le troubadour Guillem de Cabestany.
Sa vida, dans le Chansonnier I, qui précède son poème Lo dous cossire, raconte qu'ayant séduit la femme de Raimon, seigneur de Castell-Rosselló (Château-Roussillon), son suzerain, celui-ci le poignarda au cours d'une chasse, lui arracha le cœur, et le fit manger à sa femme à laquelle il ne révéla cette vengeance qu'après que l'horrible repas eut été consommé. De désespoir, elle se serait alors jetée de la tour du château. Au reste, on ne s'accorde pas sur le nom de l'époux ni de la femme, appelée Margarida ou Saurimonda selon les versions. On attribue la même aventure à Gabrielle de Vergy. Dans les faits, on sait que Saurimonda se sépare de Raimon et se remarie vers 1210. Raimon aurait quant à lui vécu paisiblement à Château-Roussillon jusque vers 1218.
Guillem de Cabestany a certainement survécu à Raimon, affirme le médiéviste Michel Zink, mais sa vie légendaire reprend le motif du « cœur mangé », largement diffusé dans toute l'Europe au Moyen Âge. Stendhal contribue à populariser cette histoire en en faisant une nouvelle dans De l'amour, en 1822.